# Тельмановка
Тельмановка (каз. Тельман) — упразднённое село в Фёдоровском районе Костанайской области Казахстана. Ликвидировано в 2009 году. Входило в состав Пешковского сельского округа.

## Население
В 1999 году население села составляло 232 человека (106 мужчин и 126 женщин).